# Marga Mukti
Marga Mukti is een bestuurslaag in het regentschap Muko-Muko van de provincie Bengkulu, Indonesië. Marga Mukti telt 919 inwoners (volkstelling 2010).